# Carmen Twillie
Carmen Beth Twillie (Playa del Rey, 8 de abril de 1950) é uma atriz e cantora estadunidense.